# Tauriskos (Maler)
Tauriskos (gr. Ταυρισκος) war ein antiker griechischer Maler unbekannter Zeit.
Er ist nur bekannt durch seine Nennung in einer Auflistung zweitrangiger Maler bei Plinius. Dort werden ihm fünf Gemälde zugeschrieben: ein Diskobolos, eine Klytaimnestra, ein Pan, ein Polyneikes und ein Kapaneus.